# Tetracnemoidea zelandica
Tetracnemoidea zelandica is een vliesvleugelig insect uit de familie Encyrtidae. De wetenschappelijke naam is voor het eerst geldig gepubliceerd in 1988 door Noyes.